# Дорожные знаки Южной Кореи
Дорожные знаки, используемые в Республике Корея

## Предупреждение

Перекресток
Т-образный перекресток
Y-образный перекрёсток
Перекресток справа
Перекресток слева
Приоритетный перекрёсток
Движение сливается справа
Движение сливается слева
Пересечение с круговым движением
Железнодорожный переезд
Трамвай
Опасный поворот
Опасный поворот
Опасные повороты
Опасные повороты
Двустороннее движение
Крутой подъём
Крутой спуск
Сужение дороги
Дорога сужается справа
Дорога сужается слева
Держитесь правой стороны
Пройти любую сторону
Начинается разделенное шоссе
Конец разделенного шоссе
Светофорное регулирование
Скользкая дорога
Выезд на набережную
Неровная дорога
Искусственная неровность
Падающие камни
Пешеходный переход
Детский переход
Велосипедисты
Дорожные работы
Самолет
Боковой ветер
Туннель
Автомобильный мост
Дикие животные
Опасность
Пробки на дорогах

## Запрет

Движение запрещено
Движение автотранспорта запрещено
Движение грузовых автомобилей запрещено
Движение автобусов запрещено
Движение мотоциклов запрещено
Персональные мобильные устройства запрещено
Движение всех автотранспортных средств запрещено
Запрещено движение тракторов и рикш
Движение велосипедистов запрещено
Въезд запрещён
Прямое прохождение запрещено
Поворот направо запрещён
Поворот налево запрещён
Разворот запрещён
Обгон запрещён
Остановка запрещена
Стоянка запрещена
Ограничение массы
Ограничение высоты
Ограничение ширины
Ограничение минимальной дистанции
Ограничение максимальной скорости
Ограничение минимальной скорости
Замедлять
Стоп
Уступите дорогу
Движение пешеходов запрещено
Движение транспортных средств с взрывчатыми и легковоспламеняющимися грузами запрещено

## Обязательный[неизвестный термин]

Автомобильная полоса
Велосипедная дорожка
Велопешеходная дорожка с совмещенным движением
Трамвайный переулок
Круговое движение
Движение прямо
Движение направо
Движение налево
Движение прямо или направо
Движение прямо или налево
Движение направо или налево
Разворот
Объезд препятствия справа или слева
Объезд препятствия справа
Объезд препятствия слева
Направления движения по полосам
Схема движения
Велопешеходная дорожка с разделением движения
Полоса для велосипедистов
Парковка
Парковка для велосипедов
Пешеходная дорожка
Пешеходный переход
Серебряная зона
Школьная зона
Зоня для людей с ограниченными возможностями
Велосипедисты переходят дорогу
Выезд на дорогу с односторонним движением
Выезд на дорогу с односторонним движением
Дорога с односторонним движением
Левый поворот, нет сигнала
Полоса для маршрутных транспортных средств
Полоса для трамваев
Полоса для автомобилей HOV
Преимущество перед встречным движением
Велосипедисты едут вместе
Начало населённого пункта

## Предупреждение

Приоритетный перекрёсток
Стоячие брызги воды
Велосипедисты
Въезд запрещён
Транспортный переезд запрещён
Остановка запрещена
Стоянка запрещена
Обязательное использование зимних шин или цепей
Безопасная зона
Безопасная зона
Пешеходная дорожка
Пешеходный переход
Пешеходный переход после школы
Снятие ограничений